# 39741 Komm
39741 Komm este un asteroid care intersectează orbita planetei Marte.

## Descriere
39741 Komm este un asteroid care intersectează orbita planetei Marte. Asteroidul prezintă o orbită caracterizată de o semiaxă mare de 2,18 ua, o excentricitate de 0,35 și o înclinație de 6,3° în raport cu ecliptica.